# Burt Kwouk
Herbert "Burt" Kwouk (en chino, 郭弼; 18 de julio de 1930 – 24 de mayo de 2016) fue un actor británico, conocido por su papel de Cato en las películas de La Pantera Rosa. También apareció en numerosos programas de televisión, incluyendo su interpretación de Major Yamauchi en la serie dramática británica Tenko y como Entwistle en el sitcom Last of the Summer Wine.

## Primeros años
Kwouk nació en Warrington, Lancashire, pero se crio en Shanghái hasta los 17 años de edad, cuando sus padres regresaron a Inglaterra. Viajó a los Estados Unidos para estudiar y en 1953 se graduó del Bowdoin College. La fortuna de la familia Kwouk había sido perdida en la Revolución china de 1949 y en 1954 regresó a Gran Bretaña.

## Carrera
Kwouk hizo su debut en el cine en la película Windom's Way (1957). Uno de sus primeros papeles en el cine fue en El albergue de la sexta felicidad (1958) donde interpretó al líder de una revuelta en la prisión quien más tarde ayuda al personaje principal
Su voz también fue utilizada en muchos anuncios de televisión.

## Vida personal
Kwouk se casó con Caroline Tebbs en Wandsworth, Surrey, en el verano de 1961. Su hijo Christopher nació en 1974. Kwouk falleció el 24 de mayo de 2016 a los 85 años de edad, le sobreviven su esposa, su hijo Christopher, y cuatro nietos.